# Limerodops mariannae
Limerodops mariannae är en stekelart som beskrevs av Heinrich 1961. Limerodops mariannae ingår i släktet Limerodops och familjen brokparasitsteklar. Inga underarter finns listade i Catalogue of Life.